# شهرستان اسکه
شهرستان اَسَکه (به ازبکی: Asaka tumani، اسکه تومنی) یکی از ناحیه‌های استان اندیجان کشور ازبکستان است.

## تقسیمات کشوری
ناحیه اسکه متشکل از ۱ شهر(اسکه) و ۸ سلساویت (شورای دهستان) به شرح ذیل تشکیل شده‌است که مجموعاً شامل ۶۵ روستا می‌شود.
- اسکه  (شهر)
- ضرب‌دار
- ایلگار
- کوژگان
- نیازباتور
- مستحکم
- قدیم
- قره‌تیپا
- ازبکستان

مرکز این ناحیه، شهر اسکه است.

## تاریخ
این ناحیه در ۲۹ سپتامبر ۱۹۲۶ تحت عنوان ناحیه در آمد. در تاریخ ۲۴ دسامبر ۱۹۶۲ در ناحیه مرحمت ادغام شد و مجدداً در تاریخ ۷ دسامبر ۱۹۷۰ وضعیت ناحیه یافت.

## طبیعت
این ناحیه در شمال‌غرب با ناحیه اندیجان، در شرق با ناحیه‌های بولاغ‌باشی و مرحمت، در شمال با  ناحیه آلتین‌کول و در غرب با ناحیه شهرخان هم‌مرز است. مساحت آن ۲۶۰ کیلومترمربع  می‌باشد و آب و هوای این ناحیه از نوع اقلیم قاره ای است و متوسط دمای آن در ژانویه حدود -۲.۹ درجه سلسیوس و در ژولای در حدود ۲۶.۱ درجه سلسیوس است. میزان بارش در این ناحیه در حدود ۱۸۰ الی ۱۹۰ میلیمتر در سال و عمدتاً در فصل زمستان و بهار می‌باشد. گرگ، روباه، خرگوش وشغال از حیوانات وحشی هستند که در این ناحیه می‌توان یافت.

## جمعیت
جمعیت این ناحیه در سال ۲۰۰۰ برابر با ۱۷۴۹۰۰ نفر بوده‌است که عمدتاً ازبک می‌باشند. علاوه بر آن جمعیت‌هایی از تاجیک و روس و قرقیز و تاتار و اویغور و اندکی از اقوام دیگر نیز در آن زندگی می‌کنند.